# Sparsbach
 Sparsbach (en alsacià Spàrschbàch) és un municipi francès, situat a la regió del Gran Est, al departament del Baix Rin. L'any 2005 tenia 248 habitants. Limita al nord amb Wimmenau, a l'est amb Weinbourg i Ingwiller, al sud amb Weiterswiller, al sud-oest amb la Petite-Pierre i a l'oest amb Erckartswiller.
Forma part del cantó d'Ingwiller, del districte de Saverne i de la Comunitat de comunes de Hanau-La Petite Pierre.

## Demografia
| 1962 | 1968 | 1975 | 1982 | 1990 | 1999 |
| ---- | ---- | ---- | ---- | ---- | ---- |
| 153  | 156  | 164  | 157  | 152  | 191  |

## Administració
| Període | Identitat     | Partit |
| ------- | ------------- | ------ |
| 2001-   | Georges Deiss |        |